# Ruisseau de Mosbeux
Le ruisseau ou ry de Mosbeux, appelé aussi parfois ruisseau de Stinval, est un cours d'eau de Belgique, affluent en rive gauche de la Vesdre faisant partie du bassin versant de la Meuse. Il coule en province de Liège et se jette dans la Vesdre à Trooz.

## Parcours
Ce ruisseau prend sa source au Doyard entre Louveigné et Banneux (commune de Sprimont) à une altitude de 235 m. Le ruisseau ne traverse aucune localité importante. Il arrose cependant les hameaux de Stinval et des Forges au pied de la côte des Forges bien connue des cyclistes, puis passe à l'ancien moulin à farine de Mosbeux et sous le château éponyme avant de terminer son cours en rive gauche de la Vesdre à Trooz à une altitude de 90 m. La vallée très encaissée est presque totalement boisée. 
Les routes nationales N62 (Spa - Beaufays) puis N673 suivent une grande partie du cours du ruisseau de Mosbeux.